# Abweichler
Als Abweichler werden besonders in der Politik Abgeordnete bezeichnet, die bei Abstimmungen entgegen der vorgegebenen Fraktionslinie votieren. Offiziell unterliegen in Deutschland Abgeordnete keinem Fraktionszwang, sondern sind gemäß Art. 38 Grundgesetz „an Aufträge und Weisungen nicht gebunden und nur ihrem Gewissen unterworfen“. Dennoch fallen bei den meisten Abstimmungen diejenigen auf, die abweichend abstimmen. Mögliche Sanktionen gegen vermutete Abweichler liegen etwa darin, ihnen anzudrohen, ihnen bei der nächsten Wahl einen aussichtslosen oder gar keinen Listenplatz zu geben. Eine andere Möglichkeit, potenzielle Abweichler zu einem geschlossenen Abstimmungsverhalten zu bringen, ist die Verknüpfung von Sachentscheidungen mit der Vertrauensfrage.
Das Wort „Abweichler“ soll eine negative Konnotation transportieren.

## Deutschland
Das Bundesverfassungsgericht befasste sich bereits in seinem Urteil vom 14. Juli 1959 grundlegend zur Frage der Redebefugnis des einzelnen Abgeordneten im Plenum des Deutschen Bundestages im Hinblick auf seinen verfassungsrechtlichen Status aus Art. 38 Abs. 1 Satz 2 Grundgesetz (GG): „Art. 38 verleiht jedem Bundestagsabgeordneten eine gewisse Eigenständigkeit innerhalb des Bundestages. Diese Eigenständigkeit besteht nicht nur darin, dass er sein Stimmrecht frei ausüben, sondern auch, dass er im Plenum des Bundestags von seinem Rederecht selbständig Gebrauch machen kann.“ Das Urteil des Bundesverfassungsgerichts wurde durch das Wüppesahl-Urteil von 1989 und das „Urteil zum Gruppen- und Fraktionsstatus“ der PDS von 1997 bestätigt.
Im Berliner Abgeordnetenhaus erarbeiteten im Jahre 2011 die Abgeordneten Pavel Mayer und Fabio Reinhardt (beide damals Piratenpartei) zusammen mit dem ehemaligen Bundestagsabgeordneten Thomas Wüppesahl, der inzwischen als politischer Berater tätig ist, Anträge, um den Status von  Einzelabgeordneten und der kleinen Fraktionen zu stärken. In der vorangegangenen Legislaturperiode waren einige Abgeordnete aus den Fraktionen ausgetreten. Die Anträge wurden in der konstituierenden Sitzung am 27. Oktober 2011 behandelt und vom Parlament abgelehnt. Die Piraten legten daraufhin am 28. März 2012 ein Gutachten des Staatsrechtlers Christian Pestalozza vor.
Bei der Debatte um den Euro-Rettungsschirm erteilte Bundestagspräsident Norbert Lammert am 29. September 2011 den zwei Abgeordneten der Koalition Klaus-Peter Willsch (CDU) und Frank Schäffler (FDP) als Abweichlern jeweils für fünf Minuten das Wort. Dies führte zu Unmut über Lammert. Lammert hatte sich auf den Standardkommentar zu Geschäftsordnung des Bundestags und auf das „Wüppesahl-Urteil“ des Bundesverfassungsgerichts von 1989 bezogen, das der unabhängige Abgeordnete Thomas Wüppesahl gegen die Auffassung des Bundestages erstritten hatte.
Die Regierungsdirektoren Oliver Borowy und Karsten Witt, Fachbereich Parlamentsrecht, erstellten im Oktober 2011 ein Gutachten, das an die Fraktionen des Bundestags als Entscheidungshilfe verteilt wurde. Darin heißt es: „Aus der Betonung des Rechts, im Plenum des Bundestags von seinem Rederecht selbständig Gebrauch machen zu können, folgt, dass es nicht möglich ist, das Rederecht gruppenrechtlich auszugestalten und etwa den Fraktionen zu ihrer alleinigen Verfügung zuzuweisen. Daran ändert auch der Umstand nichts, dass nach gängiger parlamentarischer Praxis für jeden Tagesordnungspunkt eine Gesamtredezeit festgelegt und dann proportional nach ihrer Stärke auf die Fraktionen verteilt wird, die ihrerseits dann ‚ihre Redner‘ benennen.“
Ferner schreiben sie: „Im sog. Wüppesahl-Urteil weist das Bundesverfassungsgericht 1989 allerdings darauf hin, dass die Geschäftsordnungsautonomie mit Blick auf Art. 38 Abs. 1 Satz 2 GG stets auch das Rederecht des fraktionslosen Abgeordneten beachten müsse. Er müsse die Gelegenheit haben, zur Sache zu sprechen, da er in der Wahrnehmung seiner Position im Gegensatz zu fraktionsangehörigen Abgeordneten nicht durch Fraktionskollegen vertreten werden könne. Dies legt es nahe (...) einem fraktionszugehörigen Abgeordneten zumindest dann ein Rederecht zuzugestehen, wenn er eine abweichende Meinung äußern möchte. In dieser Situation, wo er nur für sich spricht, steht er dem fraktionslosen Abgeordneten gleich.“
Der Geschäftsordnungsausschuss empfahl am 22. März 2012 die Änderung der Geschäftsordnung des Bundestages, Abweichlern könne der Bundestagspräsident „das Wort für in der Regel drei Minuten erteilen“; zuvor hätte er sich ins „Benehmen mit den Fraktionen“ setzen müssen. Neben den Stellungnahmen von Abweichlern wären auch „persönliche  Erklärungen“ zu Abstimmungen betroffen, deren Höchstdauer von 5 Minuten nach Meinung der Fraktionen vor allem von den Abgeordneten der Linken zu oft ausgeschöpft worden sei. Als federführend für den Entwurf galten Jörg van Essen (FDP), Peter Altmaier (CDU), unterstützt von der SPD.  Eine Abstimmung im Bundestag war am 26. April 2012 anberaumt. Sie wurde wegen Kritik an der vorgeschlagenen Neuregelung von den parlamentarischen Geschäftsführern vorerst zurückgezogen. Zu den Gegnern zählte der Bundestagspräsident selbst.